# Cossypha humeralis
Cossypha humeralis е вид птица от семейство Muscicapidae.

## Разпространение
Видът е разпространен в Ботсвана, Мозамбик, Южна Африка, Свазиленд и Зимбабве.